# Typhlodromus iranensis
Typhlodromus iranensis är en spindeldjursart som först beskrevs av Denmark och Maryam I. Daneshvar 1982.  Typhlodromus iranensis ingår i släktet Typhlodromus och familjen Phytoseiidae. Inga underarter finns listade i Catalogue of Life.